# 北新奧林達

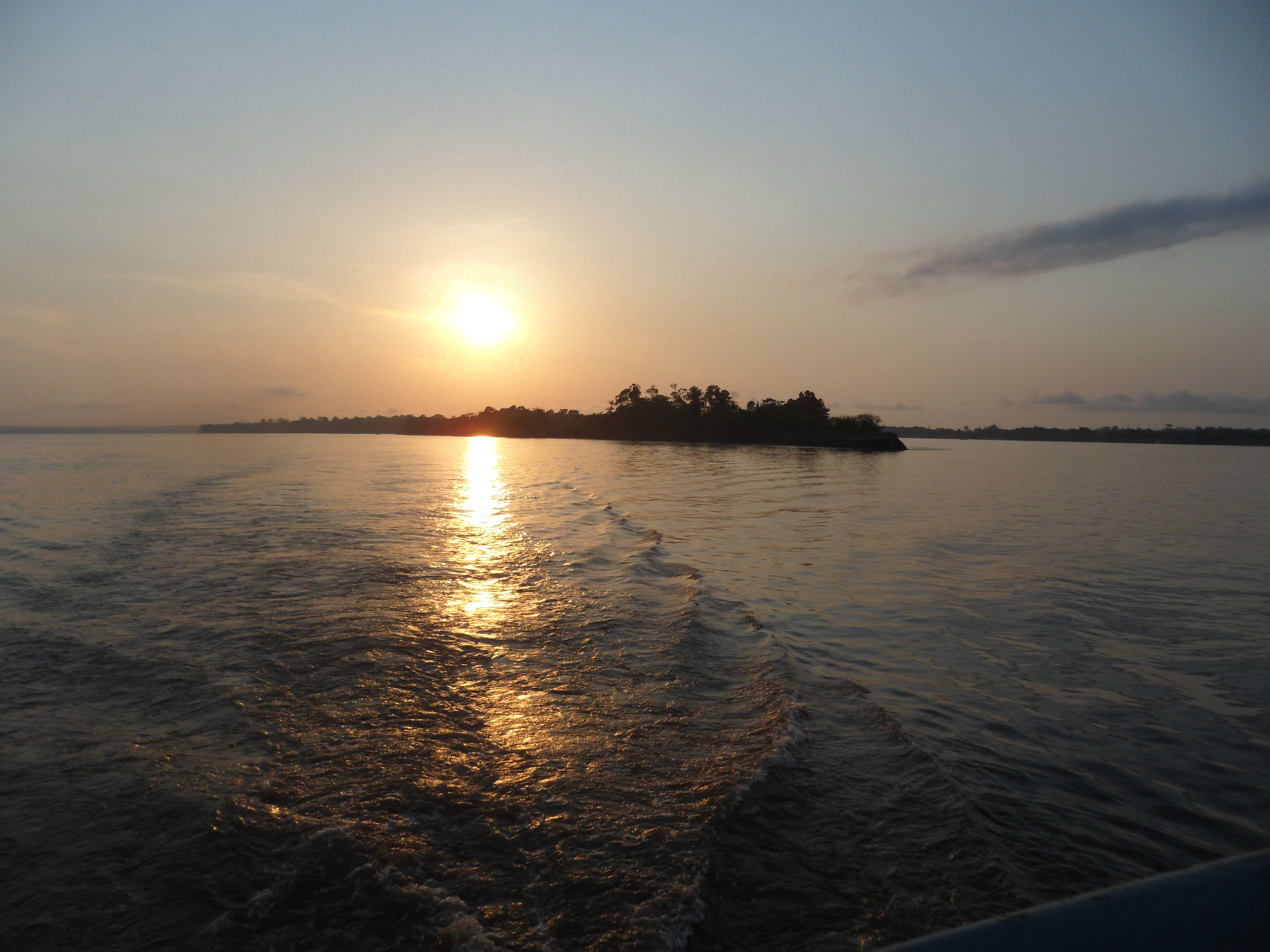
北新奧林達

北新奧林達（葡萄牙語：Nova Olinda do Norte）是巴西的城鎮，位於該國北部，由亞馬遜州負責管轄，始建於1955年，面積5,608平方公里，海拔高度75米，2010年人口30,696，人口密度每平方公里5.47人。
3°53′16″S 59°5′38″W / 3.88778°S 59.09389°W